# Alloteuthis media
Alloteuthis media is een inktvissensoort uit de familie Loliginidae. De wetenschappelijke naam werd gepubliceerd in 1758 door Linnaeus als Sepia media in de tiende editie van Systema naturae.